# 十和田湖
十和田湖（日语：／ Towada-Ko）是橫跨日本青森縣十和田市、秋田縣鹿角郡小坂町的一個湖泊。位于十和田八幡平國立公園内，是由十和田火山噴發而形成的二重火山湖。十和田湖面積61.1平方公里，是日本排名第12大的湖泊，而其327公尺的最大深度僅居於田澤湖（423公尺，秋田縣）與支笏湖（363公尺，北海道）之後，名列日本第三。東岸是十和田湖水唯一流出源奥入瀬川，從此地往東北延伸約14km的河段即為奥入瀨溪流。北方約20km處為八甲田山。
作為知名觀光地，冬季除外皆開航遊覧船。港口有奥入瀨溪流入口的子之口（ねのくち）與十和田湖南岸中山半島西側的休屋（やすみや）。

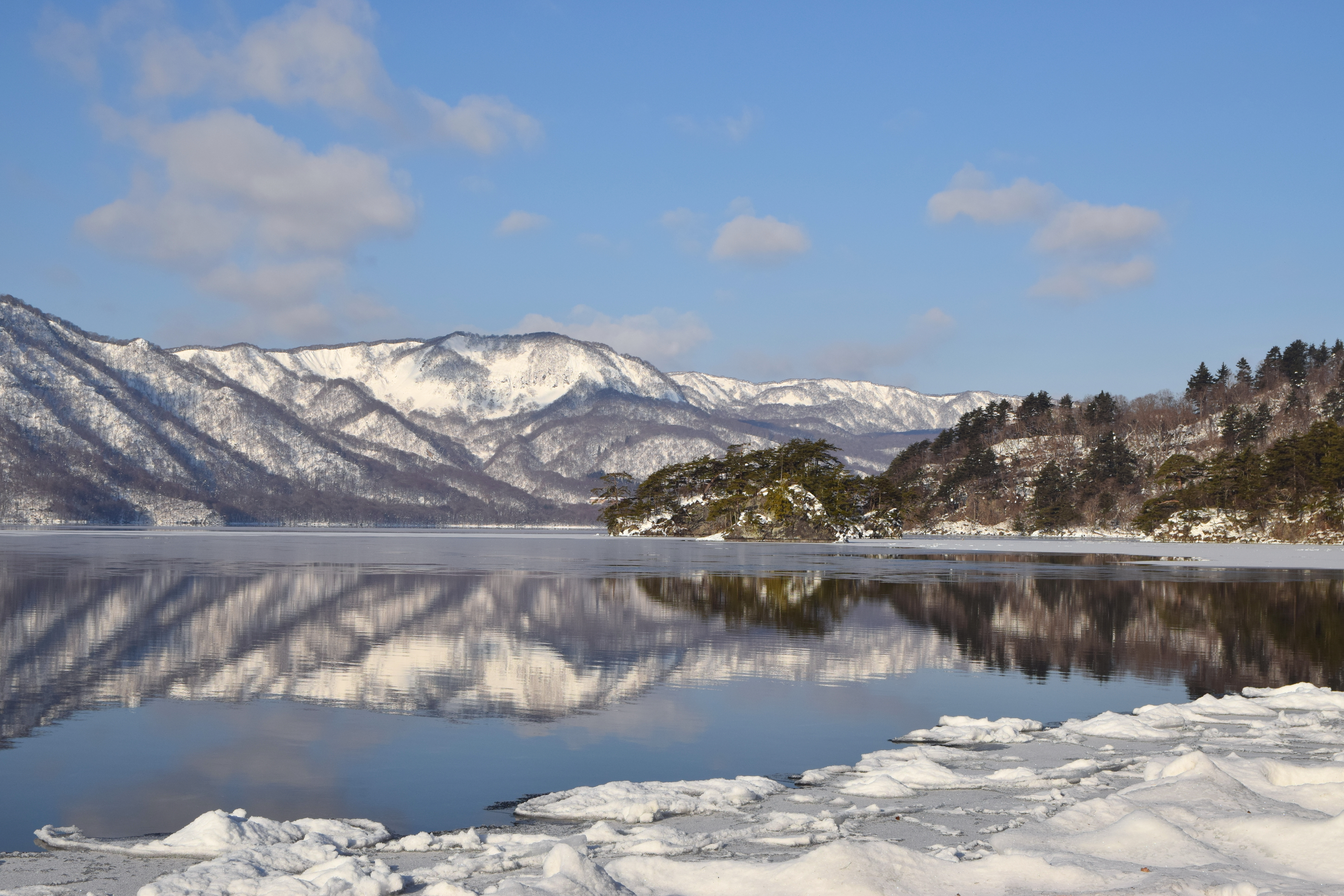
冬天的十和田湖

## 概要
十和田湖以「十和田湖與奥入瀨溪流」列入文化財特別名勝及天然紀念物。1936年與周邊的奥入瀨溪流、八甲田火山群劃入十和田八幡平國立公園。西湖一帶的港綠洲十和田湖是日本全國唯一以湖登錄的港綠洲。港口有奥入瀨溪流入口的子之口（日语：／）與十和田湖南岸中山半島西側的休屋（日语：／）。
國會議事堂中央大廳四周描繪日本春夏秋冬的油畫中，夏季是以十和田湖為主題（田中儀一作『十和田湖與奥入瀨』）。

## 地理
圍繞十和田湖的山地是與北方八甲田山一樣為火山群。約20萬年前至約15萬年前，十和田火山噴發造成中央陷落，之後形成火山湖。最大深度達326.8m，是日本第三深的湖泊。南岸西側有中山半島、東側有御倉（おぐら）半島伸入湖泊。中山半島西側有座稱作惠比壽大黑島的小島。
從東岸往東注入太平洋的奧入瀨川是十和田湖唯一的流出河。十和田湖的流入河有銀山川、大川岱（おおかわたい）川、鉛山川、宇樽部（うたるべ）川、神田川等。
御倉山（火山穹丘）所在的御倉半島與中山半島之間的中湖（なかのうみ）是十和田湖最深的區域，御倉山東側的東湖（ひがしのうみ）與中山半島西側的西湖（にしのうみ）深度約在50 - 100公尺左右。
江戶時代起，郡在此地的邊界並未明確劃分，即使至明治維新後，青森與秋田兩縣也未訂出在十和田湖面上的縣界。直至2008年8月29日與青森市召開的北海道、北東北知事高峰會，青森、秋田両縣與沿岸市町同意以青森縣6：秋田縣4的比例定出縣界。同年11月14日確定，12月25日公告。至此結束自1871年廢藩置縣以來長達137年的未定縣界。
具體上來說，以湖北側的御鼻部山山頂為起點，經西側桃之澤河口與87林班東端的中間點，至南側神田川河口。並以六比四的比率劃分61.02km2的十和田湖。青森縣十和田市取得36.61km2，秋田縣小坂町取得24.41km2、分得的面積也增加了地方自治體的地方交付稅交付金（年總額約6700萬日圓）。增加的交付金用於十和田湖的環境政策與觀光振興。。

## 「十和田火山」的噴發史

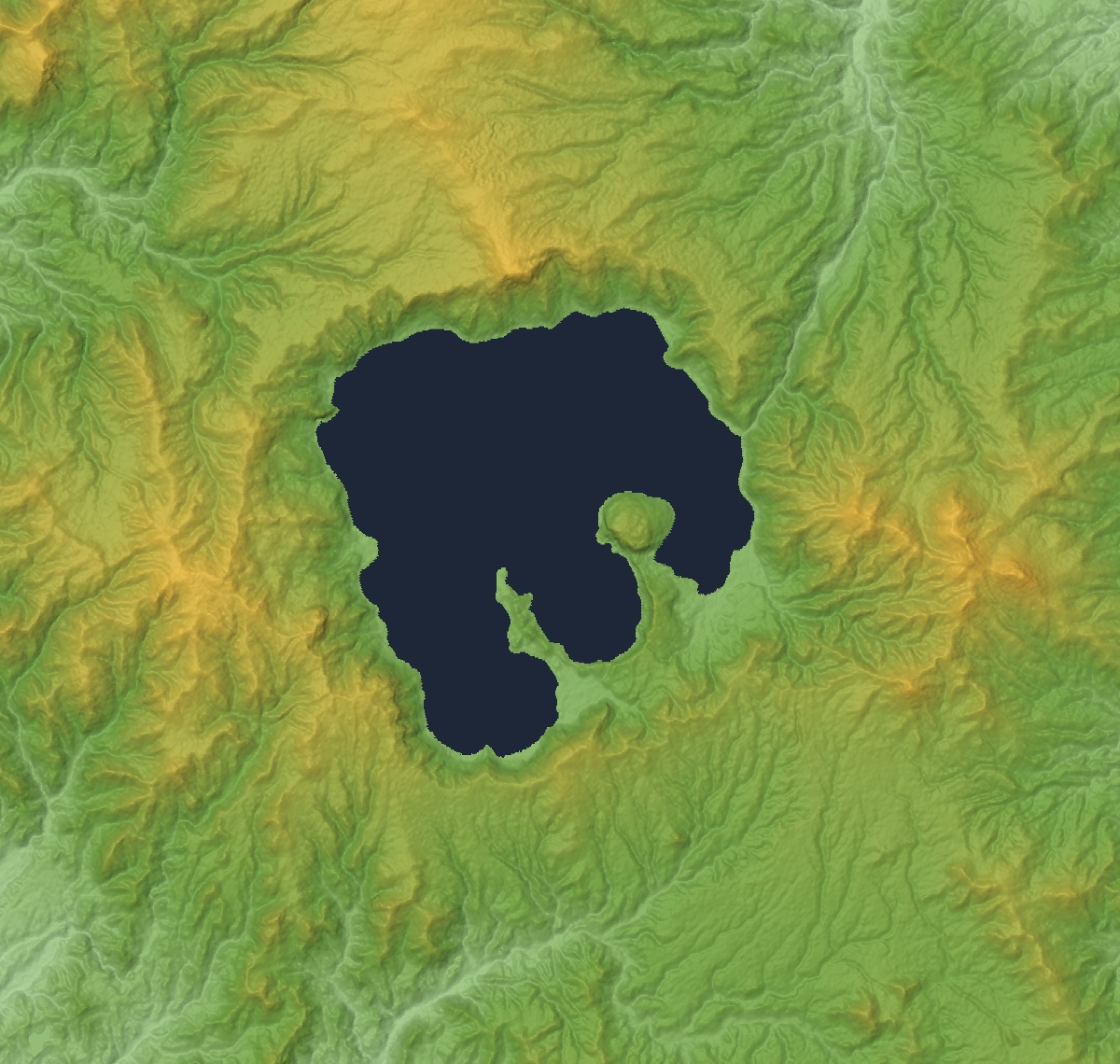
十和田火山破火山口地形圖

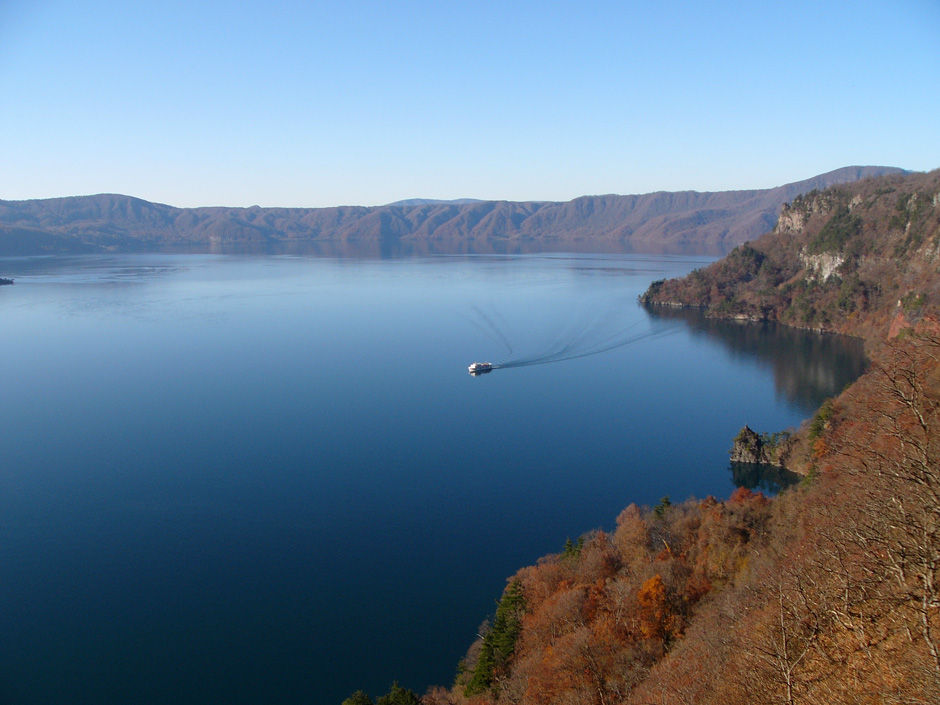
破火山口壁

十和田湖是位於火山山頂的破火山口湖。中世以後沒有噴發紀錄，但仍為防災行政的監視對象。未來若有規模噴發，預計火山碎屑流將可涵蓋包含岩手縣西北部在內的最大30公里圈內。
十和田火山在約20萬年前開始活動，大規模噴發分別在約5.5萬年前（奧瀨噴火，4.76 DRE km3）、約2.5萬年前（大不動噴火，17.87 DRE km3）、約1.3萬年前（八戶噴火，20.34 DRE km3）。十和田湖的外型大略是在約2.5萬年前的大不動噴火與約1.3萬年前的八戶噴火所造成。東湖與西湖是此第一破火山口的一部分。1萬3000年前噴發的火山碎屑流曾到達青森市附近。
接著，約1萬年前的十和田破火山口東南部噴發，形成破火山口內部的五色岩（或五色台）火山。五色岩火山初期噴發的是玄武岩，之後歷經安山岩、英安岩最後為流紋岩。不斷的噴發讓火山口不斷擴大。約6,200年前的噴發（中掫噴火，2.52 DRE km3）使得火山口壁崩壊，第一破火山口湖水流入火山口，也就是現在的中湖。

### 有史以後
915年（延喜15年）的大噴發（十和田噴火）形成了御倉山火山穹丘。噴發量達2.1 DRE km3，火山爆發指數為VEI5，是過去2000年間日本國內最大規模的噴發。當地沒有文獻直接記錄此次噴發，但京都的《扶桑略記》記載當時太陽宛如月亮般黯淡。
該次噴發造成的大規模火山碎屑流（毛馬內火碎流）影響了周邊20km。噴出物（主要為火山灰）覆蓋了東北地方一帶。十和田火山的噴出物通常會被西風帶帶往十和田湖東側，也就是東邊的三本木原的形成原因。但該年噴發受到當地夏季的偏東風（やませ）影響，被帶往十和田湖西側，造成米代川流域受害嚴重。本次噴發也被認為是東北一帶三湖傳說的由來。同時，噴出物形成的廣大砂地也帶動了人類在當地的活動。

### 常時觀測火山
2016年12月1日起，十和田列為氣象廳常時觀測火山。

## 湖泊與環境

### 水質
17世紀中期起，十和田湖西岸的鉛山礦山與十輪田礦山的開採造成廢水流入十和田湖，造成現在湖水的亞鉛含量偏高。

### 生物
十和田湖周邊是廣大的冷溫帶林（山毛欅林）與亞寒帶林（岳樺林），有熊鷹與金雕、亞洲黑熊等野生動物與森林性野鳥（日本山雀、五十雀、大斑啄木鳥、小星頭啄木鳥等）在此棲息。另也可見紅頭潛鴨、鳳頭潛鴨、鵲鴨、小鸊鷉等水鳥。由於是動物的重要棲息地，已被國家指定為十和田鳥獸保護區（大規模棲息地）（面積37,674ha，其中特別保護地區19,366ha）。
2008年4月，當地發現三隻死亡與一隻衰弱的白鳥。同月23日的簡易檢查推定為禽流感，同月27日動物衛生研究所（茨城縣筑波市）確認是高致病性的H5N1。

#### 魚類
由於是火山湖，在人類放流以前僅有澤蟹生存。現在棲息的魚類全部都是人為放流。最早有紀錄的放流是1855年的岩魚。1960年代的調査已確認的生物如下。
- 魚類：姬鳟、虹鱒、岩魚、櫻鱒、鯉、鯽、鰻、鈍頭杜父魚、吻鰕虎、西太公魚
  - 過去奧入瀨川銚子大瀑布有魚道讓櫻鱒溯流而上至十和田湖，之後以「影響姬鳟繁殖」為由廢除。現在棲息的櫻鱒是當時殘留於湖中的後代[23]。
  - 虹鱒是1900年與1919年從日光中禪寺湖移入[22]。

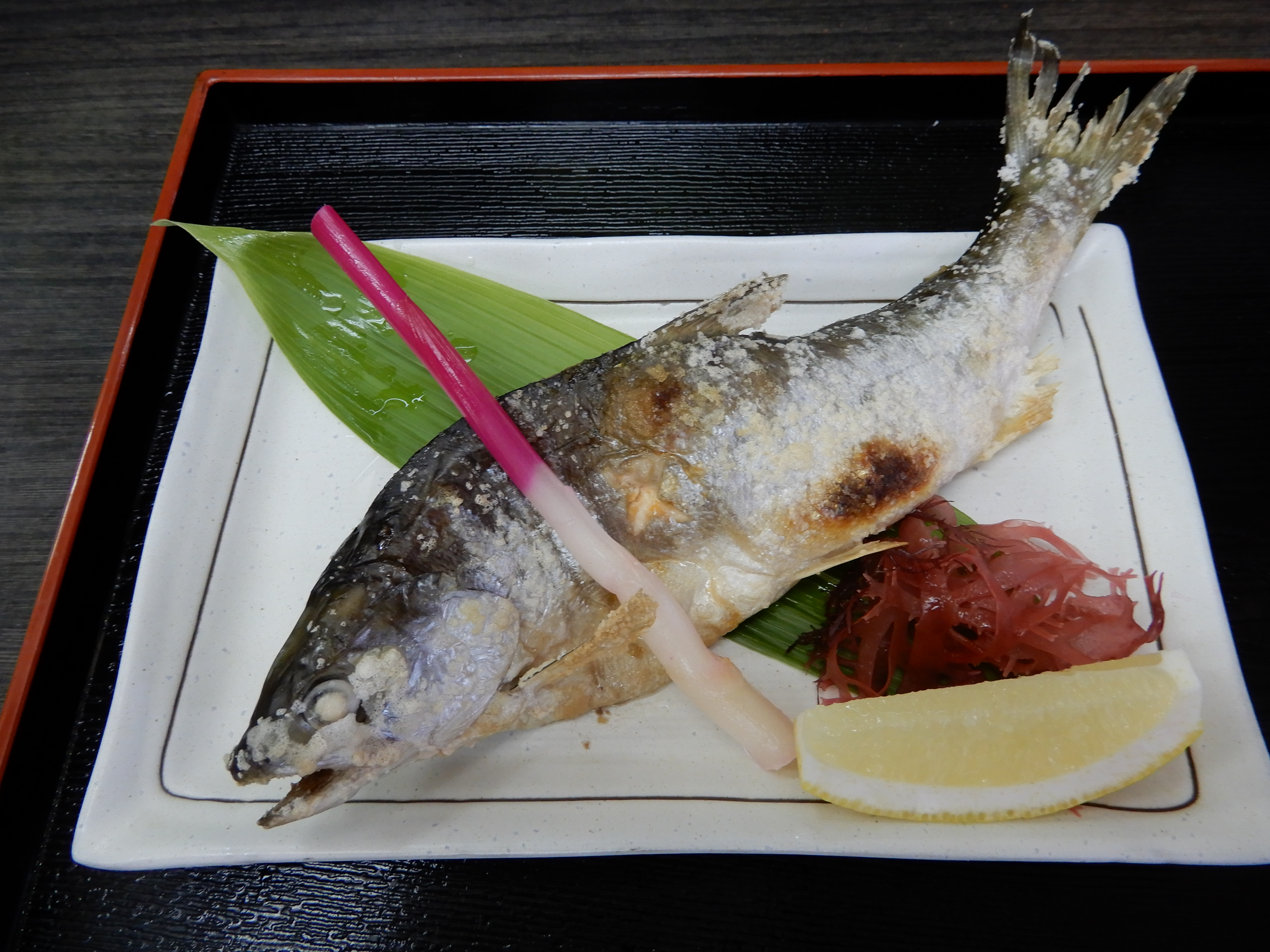
十和田湖湖畔餐廳的鹽烤姬鳟

  - 珠星三塊魚、香魚放流失敗。
- 甲殻類：條紋長臂蝦、澤蟹
  - 條紋長臂蝦是1905年從八郎潟移入[24]。

姬鳟等為當地漁業與垂釣的主要對象。

#### 姬鳟養殖
1903年，和井內貞行等人開始姬鳟放流。之後十和田湖與中禪寺湖成為本州各地湖泊移植用卵及幼魚的主要供給源。湖畔秋田縣側的小坂町生出（通稱：和井內）地區有姬鳟孵化場。

## 歷史與觀光

### 歷史
十和田湖除了又鬼（獵師）傳說外，湖畔中山半島的十和田神社傳聞是坂上田村麻呂於平安時代初期的大同2年（807年）創建。十和田神社在中世是山伏的修行地，江戶時代成為南部藩的靈場。三湖傳說中的南祖坊（なんそのぼう）最後打敗湖主八郎太郎成為新任湖主青龍權現。十和田湖做為祭祀青龍權現的神佛習合靈山，與近畿熊野權現及關東日光東照宮比擬，成為北東北最大的山岳靈場。
1665年（寛文5年）、1719年（享保3年）分別在此地發掘出鉛礦與銀礦，之後發展成十和田礦山（1897年廢坑）。
1807年（文化4年），菅江真澄從鹿角方向越過鉛山峠來此參拜青龍權現，並將參拜的情形記錄在《十曲湖》中。
1849年（嘉永2年），松浦武四郎從北海道返程，從奧入瀨方向到此參拜青龍權現，之後越過發荷峠到鹿角地方。過程記錄在《鹿角日記》中。
江戶時代，巡禮者無法在積雪期參拜青龍權現。1869年（明治2年）栗山新兵衛在十和田湖休屋地區進行首次開拓，讓人們可常年留在此地，並帶動移住者來此開發休屋與休平地區。1872年（明治5年）的廢佛毀釋運動後，修驗道遭到禁止，嚴重打擊作為靈山的十和田湖。為十和田神社的十灣寺遷移青龍大權現改祭日本武尊未能取得許可，於1873年（明治6年）與奧瀨的新羅神社合祀，拆除御堂。之後雖在兩年後復社但已打擊了十和田信仰。
1905年（明治38年），和井內貞行在此地成功繁殖姬鳟。
1908年（明治41年），文人大町桂月首次造訪十和田湖，並在1921年至1923年探訪周邊並大力推廣，讓此地成為知名的觀光地。
為了紀念推廣十和田湖的大町桂月、全力開發十和田湖觀光的法奧澤村村長小笠原耕一，與青森縣知事武田千代三郎三人，1953年（昭和28年）於御前濱建「乙女像」作為三人的顯彰碑。江戶時代末期開始利用奧入瀨川水源進行十和田湖周邊開發（1855年（安政2年）新渡戶傳開拓三本木原野）。1930年代國立公園制度建立後，十和田湖周邊由於已劃入1928年（昭和3年）農林省的三本木原開墾事業計畫，造成當地的自然保護派與開發派對立。1936年（昭和11年），十和田湖成功指定為國立公園，翌年擬定能同時確保自然保護與灌漑、發電的「奧入瀨川河水統制計畫」。
2003年至2004年左右，觀光客達300萬人，之後持續下滑，2011年東日本大地震更讓遊客大跌。之後雖逐漸回升，2014年仍未達全盛期的三分之二。受此影響，住宿設施與土產店陸續關門，休屋地區甚至被稱作「廢屋路」。為了打破此現狀，環境省與地方團體擬定「國立公園滿喫計畫」之「十和田八幡平國立公園提升計畫2020」，推動當地再開發。
2021年6月11日，2020年東京奧運聖火傳遞跑者從十和田湖觀光交流中心「Pulatto」跑至「少女像」。

### 觀光
十和田湖南岸中山半島西側的休屋地區（青森縣十和田市）是十和田神社所在地，也是現在觀光設施與行政、公共機關（郵局與學校等）、住家聚集的區域。該地還有JR巴士東北的十和田湖站與環境省的十和田遊客中心。
湖畔有1953年（昭和28年）高村光太郎創作的青銅雕像「乙女像」，底座記述了は推動國立公園化的大町桂月、武田千代三郎、小笠原新一三人的功績。湖岸除了休屋，青森縣十和田市側的宇樽部、子之口，與湖西南岸及西岸的秋田縣小坂町也有旅館、露營場與聚落。部分旅館以十和田湖畔温泉提供溫泉入浴服務。秋田縣側的十和田王子大飯店稱十和田湖西湖畔溫泉。湖周圍的山上設有數座可俯瞰湖面的展望台。
由於是青森、秋田縣界，土產店同時販賣青森特產（蘋果等）與秋田特產（烤米棒與樺細工）。十和田湖的觀光過去以團客為主力，但隨著逐漸轉為散客，飯店等設施卻未能轉型因應。2010年代後，東日本大震災等事件造成住宿客源大跌，休屋地區約1/3的住宿、商店、餐廳無法繼續營業。停業的住宿設施成為廢墟，形成景觀問題。2020年，位於國有地、已破產的十和田觀光飯店由環境省代為拆除。

### 航線
湖上有觀光用的遊覧船。過去十和田湖觀光汽船（青森縣青森市）曾營運定期航線，但因東日本大震災造成東北觀光低迷，於2013年破產。2014年5月十和田湖觀光汽船（青森縣十和田市）員工雖成立十和田湖遊覧船企業組合（青森縣十和田市）繼續經營，但仍在2016年廢止航線。現在僅剩十和田觀光電鐵（青森縣十和田市）營運定期航線。
2017年度（平成29年度），十和田湖定期兩條航線的客運量約113,700人，五條不定期航線的客運量約2,600人。

#### 活動
每年1月下旬（2月上旬）至2月下旬在休屋舉行「十和田湖冬物語」，打造雪像與雪洞等供民眾參觀。晚上八點左右會施放煙火。但該時期周邊的國道102、103、394、454號、青森縣道40號的部分區間實施冬季關閉與夜間交通限制，民眾須先行確認實際交通動線。另外，晚上六點以後八甲田山周邊禁止通行，若要返回北方的青森方向與西北方的黑石方向須繞至西南方的小坂交流道方向或東方的十和田市方向。
每年7月第三個禮拜五、六、日舉行「湖水祭」，7月下旬的周日日舉行12小時繞行十和田湖環湖道路（約50km）的「十和田湖WALK」。

#### 交通方式
| 鐵道下車站                                | 乘車路線                           | 所需時間    | 下車地點     |
| ----------------------------------------- | ---------------------------------- | ----------- | ------------ |
| 東北新幹線盛岡站                          | 岩手縣交通 盛岡・十和田湖號        | 約2小時15分 | 十和田湖下車 |
| 東北新幹線八戶站                          | JR巴士東北 奧入瀨號                | 約2小時20分 | 十和田湖下車 |
| 東日本旅客鐵道（JR東日本）/青森鐵道青森站 | JR巴士東北 湖號                    | 約3小時     | 十和田湖下車 |
| 花輪線十和田南站                          | 十和田計程車八郎太郎號（預約巴士） | 約1小時     | 十和田湖下車 |

- 機場
  - 大館能代機場搭共乘計程車[45]
    - 十和田湖休屋·西湖畔下車（1小時55分 ）

## 外部連結
- 十和田（页面存档备份，存于） - 氣象廳
- 日本火山 十和田（页面存档备份，存于） - 產業技術總合研究所 地質調査總合中心
- 社團法人十和田湖國立公園協會（页面存档备份，存于）
- 港綠洲十和田湖（页面存档备份，存于）